# Divá veža
Divá veža je štít nezaměnitelného tvaru zahnutého zubu. Leží v hlavním hřebeni Vysokých Tater, poblíž turisticky přístupných sedel a Východní Vysoké, takže je obdivována z více stran.

## Topografie
Od Divého hrbu ji odděluje Jižní Divé sedlo, od Východní Vysoké zase sedlo Prielom, při ještě jemnějším dělení je mezi nimi ještě Sedlo nad Prielomem a Veža nad Prielomem. Na severovýchod spadá stěnou do Zmrznutého kotle, na jihozápad do Divoké kotliny.

## Několik horolezeckých výstupů
- 1898 (14. července) - První výstup: Karol Englisch se svou matkou Antonií a horským vůdcem Johannem Hunsdorferem, II-III.
- 1909 - Prvovýstup severním hřebenem: bratři Gy. a R. Komarnicki, III.
- 1911 (17. dubna) - První výstup v zimních podmínkách: Lajos K. Horn a Jenő Serényi.[1]
- 1954 - Prvovýstup F. Kele ml. s otcem, západní stěnou II-III, sestup přes věž nad Prielomom, strmá tráva.

## Galerie

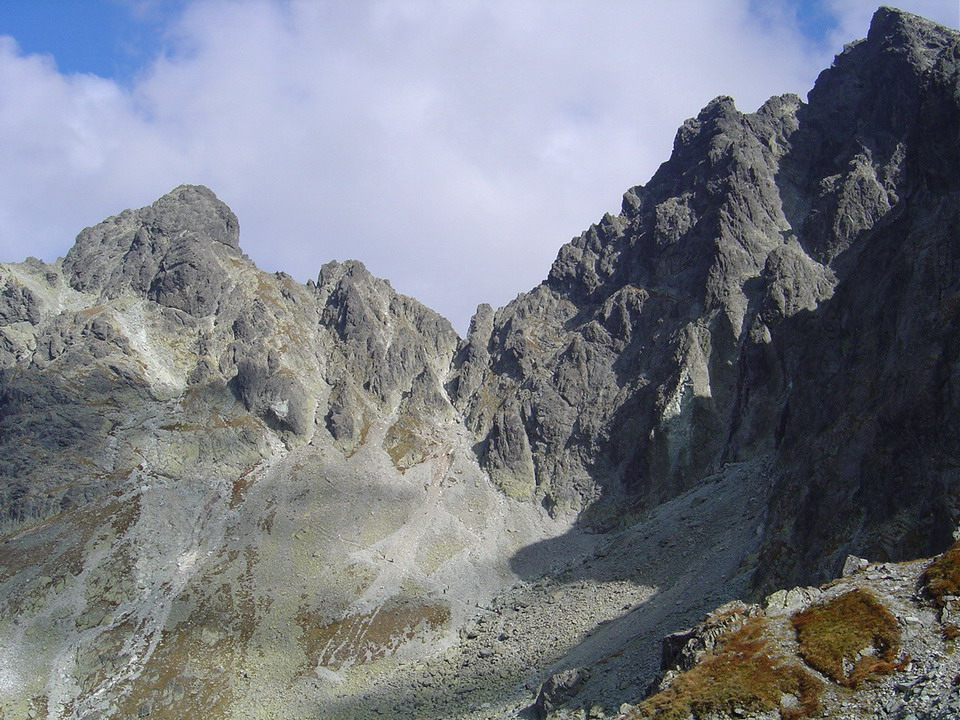
Vlevo Divá veža a Veža nad Prielomom, vpravo stěna Východnej Vysokej.
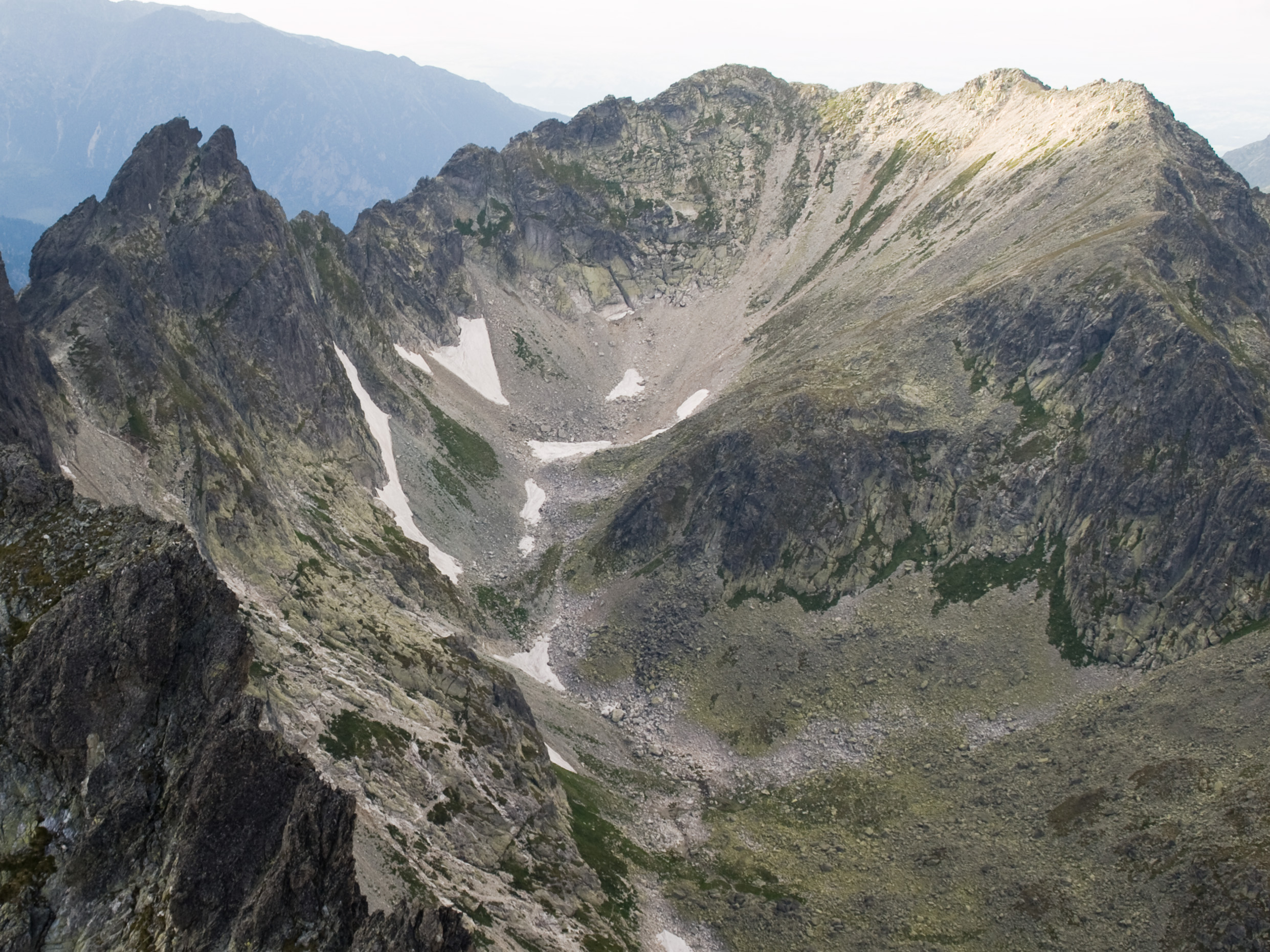
Divá veža a rozložitý Svišťový štít.
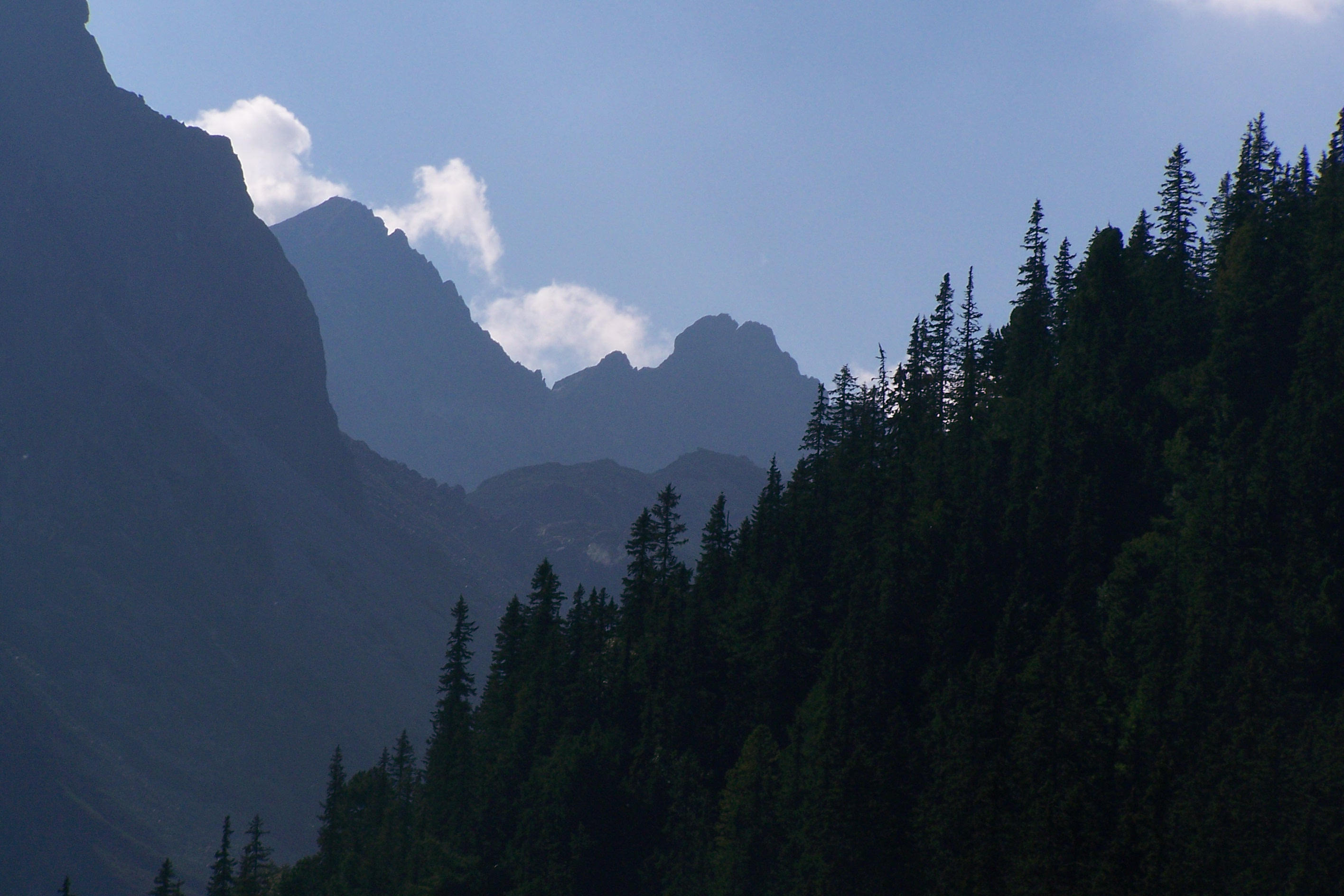
Divá veža a Východná Vysoká.
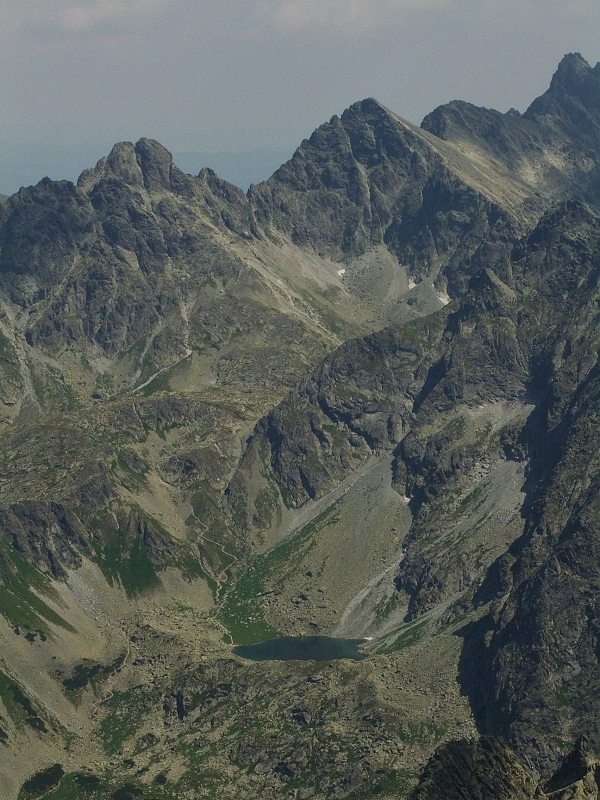
Zľava Divá veža, Východná Vysoká, Kupola a Bradavica.